# 二(三甲基硅基)乙酰胺
二(三甲基硅基)乙酰胺（BSA），其衍生物常用于分析化学。 带有该基团可增加化合物的挥发性。
在保护基化学中，它还是一种常用的三甲基硅基的引入试剂。